# Azzaba (Marocco)
Azzaba  (in arabo عزابة‎?) è un centro abitato e comune rurale del Marocco situato nella provincia di Sefrou, regione di Fès-Meknès. Conta una popolazione di 6 444 abitanti (censimento 2014).